# Павлович Володимир Назарович
Володи́мир Наза́рович Павло́вич (* 9 березня 1947, село Сорокодуби, Красилівський район, Хмельницька область, УРСР, СРСР) — український художник, педагог.

## Біографічні відомості
Після армії чотири роки (1970–1974) навчався в Одеському художньому училищі імені Митрофана Грекова.
17 років (1974–1991) працював у Старокостянтинівській дитячій художній школі: викладав дисципліни образотворчого мистецтва, а у 1977–1990 роках був директором. Серед його учнів — сучасний російський живописець Василь Братанюк.
У вересні 1991 року Володимира Назаровича призначили директором Кам'янець-Подільської дитячої художньої школи. Пропрацював на цій посаді 9 років. Далі продовжив роботу в цьому закладі як викладач.

## Творчість
Павловичу належить цикл картин «Замки Західної України», на яких, зокрема, зображено Львівський, Острозький, Сутковецький, Олеський, Летичівський замки, монастир-замок кармелітів у Бердичеві, Любартів замок у Луцьку, Стара фортеця Кам'янця-Подільського.
Володимир Павлович тяжіє до імпресіонізму (свій стиль він характеризує як реалістичний імпресіонізм). Як зазначають фахівці, пензлю художника притаманний густий мазок, корпусне письмо.
Про численні ведути (міські пейзажі) Кам'янця-Подільського у творчості Володимира Павловича мистецтвознавець Наталія Урсу відгукнулася так:
| «У своїх ведутах він сміливо оперує простором, полюбляє вертикальну композицію, завше акцентує панівні архітектурні обсяги, майстерно використовує багатоплановість, що надає його творам рис монументальності. А головне, як він трактує колір: звичайнісінька бруківка, стіна будинку або віконний отвір у його творах набувають яскравого, власне неможливого в реальності забарвлення. Так він намагається створити враження надкольоровості, вагомо висловитися про натуру „кольоровою фразою“». |